# Судояма
Судояма — гидротехническое сооружение в виде котлована, расположенного у берега водоёма и отделённого от воды земляной перемычкой. На краях судоямы могут быть размещены различные вспомогательные механизмы и крановые устройства.

## Описание
Судояма используется как кораблестроительное и спусковое сооружение. В речном судостроении судоямы активно применялись на верфях в конце XIX — начале XX века. В качестве стапеля в судояме используется дно котлована, которое обычно не имеет специальных стапельных плит. Спуск судна на воду осуществляется с помощью разрушения перемычки и затопления судоямы. В прошлом для наполнения судоямы часто использовались паводковые воды. В современности судоямы изредка сооружаются при возведении различных наплавных сооружений.